# Olaf Dufseth
Olaf Dufseth (* 19. Dezember 1917 in Vang (Hedmark); † 22. September 2009 in Rena) war ein norwegischer Skisportler.

## Werdegang
Olaf Dufseth, der in Rena lebte, gewann bei den Norwegischen Nordischen Skimeisterschaften 1947 Silber im Einzel der Kombination hinter Simon Slåttvik. Im Folgejahr nahm er an den Olympischen Winterspielen 1948 in St. Moritz in zwei verschiedenen nordischen Disziplinen teil. In der Nordischen Kombination wurde Dufseth bei einem finnischen Doppelsieg durch Heikki Hasu und Martti Huhtala Achter und damit nach Eilert Dahl auf dem sechsten Rang zweitbester Norweger. Im Skilanglauf über 18 Kilometer erreichte der Norweger den 18. Platz. Im gleichen Jahr gewann Dufseth noch einmal Bronze bei den Norwegischen Meisterschaften.